# 寿明阿
寿明阿（じゅめいあ、1885年 - 1947年12月5日）は、中華民国・満州国の政治家。字は玉亭。モンゴル族。北京政府、奉天派の政治家で、後に満州国に加わった。

## 事績
1912年（民国元年）、ゴルロス（郭爾羅斯）前旗協理に任ぜられる。1916年（民国5年）、輔国公となった。翌年、北京政府の参議院議員に選出される。1922年（民国11年）、東三省保安総司令部顧問に任ぜられた。翌年、総統府顧問兼奉天省政府諮議となる。1924年（民国13年）、蒙古宣撫使署顧問に任命された。1931年（民国20年）、蒙辺督弁公署蒙務処処長に任ぜられている。
満州国成立後の1932年（大同元年）6月1日、興安総署政務処処長に任ぜられた。1934年（康徳元年）2月28日に処長を退任し、同年12月1日に蒙政部民政司司長へ異動している。1936年（康徳3年）4月26日、凌陞の通謀事件に関して寿明阿も譴責処分を受けた。同年7月1日、興安南省省長に任命され、1942年（康徳9年）4月8日まで務めている。
1945年に満州国が崩壊すると、寿明阿は当初韓国光復軍と連携して中国共産党に対抗しようと図るが、結局は後に内モンゴル自治政府に参加、三等参事に任命されている。しかし、寿明阿はその後も破壊活動に従事したとされ、1947年11月30日から西科後旗で実施された人民裁判にかけられた。12月5日、寿明阿は死刑判決を受け、即執行された。享年63。

## 注
1. ↑  徐主編（2007）、2214頁。
2. ↑  郭主編（1990）、1754頁及び徐主編（2007）、2214頁による。劉ほか編（1995）、1153頁は同年3月就任としている。
3. ↑  郭主編（1990）、1787頁。
4. ↑  「五氏譴責処分 通ソ事件」『東京朝日新聞』昭和11年（1936年）4月26日夕刊。
5. ↑  郭主編（1990）、1353頁。
6. ↑  劉ほか編（1995）、1217頁。
7. 1 2  「内蒙翻身人民法庭処決大蒙奸寿明阿」『人民日報』1947年12月7日、第1版。
8. ↑  ホルチン右翼後旗の地域に当たる。